# Anas bahamensis
Il codone guancebianche (Anas bahamensis, Linnaeus 1758) è un uccello della famiglia delle Anatidae.

## Descrizione
Si tratta di un'anatra del genere Anas, di medie dimensioni, non c'è dimorfismo sessuale; guance e gola sono bianche, il resto del piumaggio del corpo è marrone chiaro chiazzato marrone scuro, il becco è grigio-azzurro con due vistose chiazze rosse attorno alle narici, le zampe sono di color grigio.
Rispetto al codone comune (Anas acuta), la coda è meno lunga e aguzza. Sia in natura che in cattività, vi sono esemplari caratterizzati dal piumaggio del corpo completamente bianco argenteo, mentre restano invariati i colori di becco e zampe.
Per il bel aspetto è apprezzata ed allevata a scopo ornamentale, il suo carattere mite e socievole permette l'integrazione con altre specie di anatre. Sempre per fini ornamentali viene allevata anche la variante argentata, dal caratteristico piumaggio completamente bianco-argenteo, si tratta di esemplari leucistici.

### Dimensioni e peso
Lunghezza media: 46 cm.
Apertura alare media: 87,5 cm.
Peso medio adulto: 1.000 grammi.

## Sottospecie
Del codone guancebianche esistono tre sottospecie:
- Anas bahamensis bahamensis Linnaeus, 1758 - Codone guancebianche delle Bahamas.
- Anas bahamensis galapagensis Ridgway, 1890 - Codone guancebianche delle Galápagos.
- Anas bahamensis rubrirostris Vieillot, 1816 - Codone guancebianche sudamericano.

## Distribuzione e habitat
È originario del Centro America, in particolare delle isole dell'arcipelago delle Grandi e Piccole Antille, delle regioni settentrionali del Sudamerica e in misura minore è diffuso anche negli stati costieri del sud degli Stati Uniti, è inoltre presente una popolazione endemica delle isole Galápagos.
Abita paludi, lagune salmastre, insenature marine, estuari, stagni occasionalmente d'acqua dolce e laghi poco profondi.

## Riproduzione
La femmina depone dalle 6 alle 12 uova, la cova dura mediamente 25 giorni, gli anatroccoli impiegano circa 6 settimane per crescere e riuscire a volare.

## Alimentazione
Si nutre di piante acquatiche, piccoli animali acquatici, semi, insetti e erba.